# Kenneth Gould
Kenneth Gould, född den 11 maj 1967 i Rockford, Illinois, är en amerikansk boxare som tog OS-brons i welterviktsboxning 1988 i Seoul. Han vann även amatör-VM 1986 och tog silver i panamerikanska spelen 1987.